# Peracca doriae
Peracca doriae är en insektsart som först beskrevs av Griffini 1908.  Peracca doriae ingår i släktet Peracca och familjen vårtbitare. Inga underarter finns listade i Catalogue of Life.